# 土浦町
土浦町（つちうらまち）は茨城県の南部、新治郡にあった町。現在の土浦市の主要部にあたる。

## 歴史

### 沿革
- 1889年（明治22年）4月1日 - 町村制施行に伴い、新治郡土浦町が単独で自治体を形成。
- 1937年（昭和12年）4月1日 - 新治郡中家村を編入。
- 1938年（昭和13年）6月1日 - 新治郡藤沢村の一部（大字虫掛）を編入。
- 1939年（昭和14年）6月1日 - 新治郡東村を編入。
- 1940年（昭和15年）11月3日 - 新治郡真鍋町と新設合併して土浦市が発足。同日土浦町廃止。

### 地勢
東西約2.4 km、南北約1.6 km。東に霞ケ浦を望み、南を桜川で隔てられる。低地が多く概ね平坦である。中心市街には商家が密集する。

### 名所
- 霞ケ浦
- 土浦城址
- 郁文館址 - 外西町。旧土浦藩校。明治6年、新治県師範学校。県合併後に茨城県立第二中学校。明治25年、土浦高等小学校。現在の土浦第一小学校の一角にある。
- 平国香の墓 - 字明神。現在の田中八幡神社。
- 等覚寺 - 田宿町。八田知家の子・法眼明玄が開基。土浦城西側の堀の内にあり、土塁を隔てて三ノ丸（滅失）に隣接する。銅鐘は国宝である。
- 神龍寺 - 西門町（現在の文京町）。曹洞宗。
- 棉津 - 川口町。水郷汽船の発着所。
- 櫻川 - 別名・筑波川。
- 銭亀橋 - 水戸街道の櫻川に架かる。慶長8年、旧江戸幕府直轄事業で竣工。
- 閘門橋 - 川口閘門。湖水の川口川・田町川への逆流を防ぐ。土浦の歴史は洪水との戦いの歴史でもある。
- 西子岡公園 - 横町。園内に月讀神社を祀る。

## 地域
字として17町（明治34年）。
- 内西町（うちにし）
- 外西町（そとにし）
- 西門町（にしもん）
- 本町（ほん）
- 前川町（まえがわ）
- 鷹匠町（たかじょう）
- 築地町（つきぢ）
- 川口町（かわぐち）
- 東崎町（とうざき）

- 田町（た）
- 横町（よこ）
- 田中町（たなか）
- 立田町（たつた）
- 中城町（なかじょう）
- 田宿町（たじく）
- 大町（おお）
- 中町（なか）

## 官公署
新治郡役所
内西町。明治11年、土浦城本丸跡に設置された。
町役場
前川町377番地の1。現況は筑波銀行本店。
土浦裁判所
判事5、検事2、書記10など計38名（明治43年）。
- 沿革 - 明治5年、新治裁判所。明治8年、茨城裁判所土浦出張所。明治9年、土浦区裁判所。明治23年、水戸地方裁判所土浦支部・土浦区裁判所。
- 管轄 - 土浦区裁は旧新治郡全域、筑波郡の一部および稲敷郡の一部。土浦支部は土浦区裁、竜ケ崎区裁および麻生区裁の管内全域。

土浦警察署
本町。署前には全町を見渡せる火の見櫓があった。現況は多摩川土浦ビル。昭和12年、立田町移転。
土浦監獄
土浦税務署
内西町。新治郡内の国税事務を一手に掌る。現況は関東信越税理士会土浦支部。
土浦郵便局
内西町。明治5年、土浦郵便取扱所として開設。昭和3年に本町、昭和12年に川口町（現況はアーバンスクエア土浦）に移転。
土浦電信局
内西町。明治21年設置。
土浦憲兵分隊
内西町。管轄は新治郡、西茨城郡、眞壁郡、稲敷郡、筑波郡、結城郡、猿島郡、北相馬郡、鹿島郡の一部、行方郡および東茨城郡の一部。
|      | 氏名     | 就任日    | 備考                                   |
| ---- | -------- | --------- | -------------------------------------- |
| 初代 | 檜山信可 | 1889年4月 | 旧土浦藩奉行                           |
| 2代  | 檜山信邦 | 1903年8月 | 前千葉県山武郡長、信可の子、在任中死去 |
| 3代  | 稲見明精 | 1918年3月 | 元静岡県榛原郡長、在任中死去           |
| 4代  | 笹部重道 | 1920年9月 |                                        |
| 5代  | 萩谷徳一 |           | 元茨城県警察部警務課長、のち茨城県議   |

全て官選。職務代理者の期間あり。

### 教育

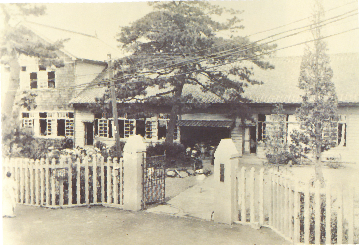
土浦幼稚園

- 茨城県立土浦高等女学校
- 土浦尋常高等小学校
- 土浦町立土浦幼稚園
- 土浦町立図書館

## 経済
農業に適する田畑は非常に少ない。水産は霞ケ浦の蝦・公魚・白魚など。繭の集散も盛んである。

### 金融
- 第五十国立銀行 - 川口町。明治11年開業。水戸や北條に支店があった。土浦五十銀行。
- 土浦農商銀行
- 土浦三津和銀行
- 茨城貯蓄銀行土浦支店
- 茨城農工銀行土浦支店
- 常磐銀行土浦支店
  - 土浦中支店

### 商業
- 鬼澤染め物店
- 國分商店
- 柴沼醤油
- 筑波鉄道本社
- 土浦米穀取引所 - 中城町。
- 土浦繭糸市場（つちうらけんし） - 本町。大正6年開設。一時は国内有数の取引高を誇り、県内外の製糸工場へ繭糸を送った。
- 豊島百貨店 - 本町。
- 小沼養魚場
- 尾形呉服店（中城）、櫻井家具店（中城）、大久保寫眞舘（小櫻）、上野小間物店（本町）、大國屋、仁水堂薬局（駅前通）、富山百貨店（敷島）、小野文呉服店（本町）、櫻井旗店（敷島）、川魚料理・服部（三好）、樽井靴店（仲町）、丸山時計店（外西）、ホワイト撞球場（駅前通）、色川洋服店（中城）

### 劇場
- 小野座 - 明治時代に開館、本町801番地
- 土浦劇場 - 明治館として1926年開館、匂町3135番地
- 霞浦劇場 - 1927年開館、東崎町744番地

## 交通
南北に国道が貫通、その他大小道が縦横に走る。鉄道は、上野－平間に在って土浦停車場あり。水運は稲敷・佐原・銚子に汽船便を擁する水陸の要衝である。

### 鉄道
- 鉄道省
  - 常磐線：土浦駅
- 筑波鉄道
  - 筑波線 ： 土浦駅 -真鍋駅- 虫掛駅
- 常南電気鉄道

### 航路
朝日丸汽船所が土浦－佐原・大船津を、銚子汽船会社が土浦－銚子を往復営業し、明治大正期における湖上交通の基幹をなした。土浦佐原間は、土浦（川口川の河口）、沖宿、木原、牛渡、有河、志戸崎、井ノ上、五丁田、橋門、麻生、牛堀、荒川、佐原の各発着所を結んだ。

### 乗合自動車
昭和7年の土浦発着バス路線と経営会社である。
- 真鍋－石岡（本橋自動車）
- 真鍋－柿岡（平和自動車）
- 大和田（霞自動車）
- 阿見（常南電車）
  - 霞ケ浦海軍航空隊
- 木原－江戸崎（土浦自動車）
- 荒川沖－牛久（本橋自動車）
- 中根－一ノ谷－大曽根－北條（アサヒ自動車商会）
- 小田－北條－筑波（霞自動車）
- 谷田部－水海道－岩井－境（土浦自動車）

### 道路
- 水戸街道（陸前浜街道）

## 出身者
- 山口剛 - 国文学者[1]。